# TCR Series 2016
Le TCR Series 2016 sono una serie di competizioni organizzate da Marcello Lotti. Questi campionati seguono le specifiche TCR, nate nel 2015 come alternativa più economica alle specifiche TC1 adottate nel WTCC. Il campionato principale sono le TCR International Series, alle quali si affiancano nove campionati regionali.

## TCR Russian Series
Come nella stagione 2015 le vetture con specifiche TCR possono essere iscritte alla classe Touring delle Russian Circuit Racing Series, il principale campionato turismo russo, accanto ad auto con specifiche TC2. Dopo che nel 2015 solo una scuderia si era iscritta a tempo pieno nella classe, in questa stagione ben cinque scuderie (con sette piloti totali) hanno partecipato regolarmente al campionato. L'unica rilevante differenza rispetto al calendario del 2015 è la sostituzione di una delle due gare al Kazan Ring con una nuova gara al Fort Groznyj.
Il titolo Touring è stato vinto da Dimitrij Bragin su SEAT León, che ha superato di 20 punti il campione uscente Aleksej Dudukalo, anch'egli su SEAT León.

### Piloti e scuderie
| Scuderia                 | Vettura             | #  | Pilota            | Gare     |
| ------------------------ | ------------------- | -- | ----------------- | -------- |
| Lukoil Racing Team       | SEAT León Cup Racer | 1  | Aleksej Dudukalo  | 1-7      |
| Lukoil Racing Team       | SEAT León Cup Racer | 2  | Roman Golikov     | 1-7      |
| Lukoil Racing Team       | SEAT León Cup Racer | 12 | Nikolaj Karamišev | 1-7      |
| STK TAIF Motorsport      | SEAT León TCR       | 4  | Dimitrij Bragin   | 1-7      |
| STK TAIF Motorsport      | SEAT León TCR       | 87 | Marat Šarapov     | 1-7      |
| B-Tuning PRO Racing Team | SEAT León Supercopa | 7  | Oleg Haruk        | 4-7      |
| B-Tuning PRO Racing Team | SEAT León Supercopa | 14 | Klim Gavrilov     | 3        |
| Timerchan                | SEAT León Supercopa | 7  | Rais Minnichanov  | 7        |
| Ralf-Car Team            | Renault Mégane RS   | 22 | Andrej Artjušin   | 5-6      |
| Neva Motorsport          | SEAT León Cup Racer | 23 | Pavel Jašin       | 1-7      |
| Innocenti-AMG Motorsport | SEAT León Cup Racer | 25 | Lev Tolkačev      | 1-7      |
| STK Čingischan           | SEAT León TCR       | 76 | Irek Minnachmetov | 1-2, 4-7 |

### Classifica
| Pos. | Pilota            | SMO | SMO | NN  | NN | GRO | GRO | SOČ | SOČ | MOS | MOS | SMO | SMO | KAZ | KAZ | Punti |
| ---- | ----------------- | --- | --- | --- | -- | --- | --- | --- | --- | --- | --- | --- | --- | --- | --- | ----- |
| 1    | Dmitrij Bragin    | 1   | 3   | 1   | 7  | 1   | 1   | 1   | 3   | 1   | 5   | 3   | 1   | 1   | 7   | 1180  |
| 2    | Aleksej Dudukalo  | 2   | 1   | 2   | 1  | 2   | 3   | 3   | 15  | 2   | 1   | 5   | 2   | 3   | 2   | 1160  |
| 3    | Nikolaj Karamišev | 3   | 2   | Rit | 2  | 6   | 2   | 2   | 1   | 4   | 3   | 1   | 11† | 2   | 1   | 1136  |
| 4    | Roman Golikov     | 4   | 6   | 3   | 6  | 3   | 7   | 4   | 2   | 3   | Rit | 2   | 3   | 4   | 3   | 1078  |
| 5    | Pavel Jašin       | 5   | 7   | 7   | 3  | 7   | 6   | 4   | 5   | 5   | 2   | 8   | 12  | 7   | Rit | 996   |
| 6    | Lev Tolkačev      | 6   | 5   | 4   | 4  | 5   | 4   | 7   | Rit | 7   | Rit | 7   | 4   | 6   | 7   | 992   |
| 7    | Marat Šarapov     | 10  | Rit | 13  | 5  | 4   | 5   | 16  | 6   | 6   | 4   | 6   | 5   | 16  | 10  | 938   |
| 8    | Irek Minnachmetov | 7   | 4   | Rit | 16 |     |     | 6   | 5   | 8   | Rit | 4   | 9   | 5   | 4   | 800   |
| 9    | Oleg Haruk        |     |     |     |    |     |     | NP  | NP  | NP  | 13  | 15  | 13  | Rit | 17  | 252   |
| 10   | Andrej Artjušin   |     |     |     |    |     |     |     |     | NP  | 15  | 18  | 15  |     |     | 180   |
| 11   | Rais Minnichanov  |     |     |     |    |     |     |     |     |     |     |     |     | 17  | 8   | 134   |
| 12   | Klim Gavrilov     |     |     |     |    | SQ  | Rit |     |     |     |     |     |     |     |     | 0     |
| Pos. | Pilota            | SMO | SMO | NN  | NN | GRO | GRO | SOČ | SOČ | MOS | MOS | SMO | SMO | KAZ | KAZ | Punti |

| Colore  | Risultato             |
| ------- | --------------------- |
| Oro     | Vincitore             |
| Argento | 2º posto              |
| Bronzo  | 3º posto              |
| Verde   | Finito a punti        |
| Blu     | Finito senza punti    |
| Viola   | Ritirato (Rit)        |
| Viola   | Non classificato (NC) |
| Rosso   | Non qualificato (NQ)  |
| Nero    | Squalificato (SQ)     |
| Bianco  | Non partito (NP)      |
| Bianco  | Non ha gareggiato     |
| Bianco  | Infortunato (INF)     |
| Bianco  | Escluso (ES)          |
| Bianco  | Gara cancellata (C)   |

## TCR Spanish Series
A partire dal 2016 è stata creata una classe riservata alle vetture con specifiche TCR nel Campeonato de España de Resistencia. Vista la lunghezza delle gare, generalmente le vetture sono guidate da una coppia di piloti. Il calendario è composto da cinque gare, tutte disputate in Spagna. Il campionato è stato vinto da Jaime Font e Faust Salom su SEAT León.

### Piloti e scuderie
| Scuderia                | Vettura             | #  | Pilota                      | Gare     |
| ----------------------- | ------------------- | -- | --------------------------- | -------- |
| Michaël Lepoutre        | SEAT León Cup Racer | 1  | Michaël Lepoutre            | 1-5      |
| Michaël Lepoutre        | SEAT León Cup Racer | 1  | Álvaro Fontes               | 1-5      |
| Michaël Lepoutre        | SEAT León Cup Racer | 1  | José Manuel de los Milagros | 3-4      |
| PCR Sport               | SEAT León Cup Racer | 3  | Antonio Aristi              | 1-5      |
| PCR Sport               | SEAT León Cup Racer | 3  | Harriet Arruabarrena        | 1-5      |
| PCR Sport               | SEAT León Cup Racer | 3  | Jordi Masdeu                | 1-5      |
| PCR Sport               | SEAT León Cup Racer | 6  | Vicente Dasi                | 1-5      |
| PCR Sport               | SEAT León Cup Racer | 6  | Josep Parera                | 1-4      |
| PCR Sport               | SEAT León Cup Racer | 6  | Guillermo Aso               | 3-5      |
| PCR Sport               | SEAT León Cup Racer | 19 | Unai Arruabarrena           | 1-5      |
| PCR Sport               | SEAT León Cup Racer | 19 | Óscar Fernández             | 1-5      |
| PCR Sport               | SEAT León Cup Racer | 19 | Iñigo Vigiola               | 1-5      |
| PCR Sport               | SEAT León Cup Racer | 49 | Javier Basagoiti            | 5        |
| PCR Sport               | SEAT León Cup Racer | 49 | Manuel Capelo               | 5        |
| Jaime Carbó             | SEAT León Cup Racer | 5  | Jaime Carbó                 | 1-3, 5   |
| Jaime Carbó             | SEAT León Cup Racer | 5  | Alan Sicart                 | 1-3, 5   |
| Monlau Competición      | SEAT León Cup Racer | 7  | Gianluigi Vucunanza         | 5        |
| Monlau Competición      | SEAT León Cup Racer | 7  | Álex Cosin                  | 5        |
| Monlau Competición      | SEAT León Cup Racer | 98 | Pure Hongsapang             | 3        |
| Monlau Competición      | SEAT León Cup Racer | 98 | Munkong Sathienthirakul     | 3        |
| Escuderia Baix Camp     | SEAT León Cup Racer | 12 | Raul Martínez Bedmar        | 3        |
| Escuderia Baix Camp     | SEAT León Cup Racer | 12 | Ruben Martinez              | 3        |
| RC2 Junior Team         | SEAT León Cup Racer | 12 | Raul Martínez Bedmar        | 4-5      |
| RC2 Junior Team         | SEAT León Cup Racer | 12 | Ruben Martinez              | 4-5      |
| RC2 Junior Team         | SEAT León Cup Racer | 21 | Antonio Pérez               | 1, 3-5   |
| RC2 Junior Team         | SEAT León Cup Racer | 21 | Lluis Llobet                | 1, 3-5   |
| Baporo Motorsport       | SEAT León Cup Racer | 13 | Joan Vinyes                 | 1, 3, 5  |
| Baporo Motorsport       | SEAT León Cup Racer | 13 | Marc Carol                  | 3        |
| Baporo Motorsport       | SEAT León Cup Racer | 13 | Amalia Vinyes               | 1-2, 4   |
| Baporo Motorsport       | SEAT León Cup Racer | 33 | Amalia Vinyes               | 5        |
| Baporo Motorsport       | SEAT León Cup Racer | 63 | Evgenij Makušin             | 1-5      |
| Baporo Motorsport       | SEAT León Cup Racer | 63 | Zakhar Makušin              | 1-2, 4-5 |
| Baporo Motorsport       | SEAT León Cup Racer | 63 | Jurij Makušin               | 2-3      |
| Baporo Motorsport       | SEAT León Cup Racer | 63 | José Manuel Pérez-Aicart    | 3-4      |
| Baporo Motorsport       | SEAT León Cup Racer | 93 | Jaime Font                  | 1-5      |
| Baporo Motorsport       | SEAT León Cup Racer | 93 | Faust Salom                 | 1-5      |
| A.D. Desguaces La Torre | SEAT León Cup Racer | 14 | Ismael Arquero              | 4-5      |
| Bruno Cosin             | SEAT León Cup Racer | 55 | Bruno Cosin                 | 1, 4-5   |
| Bruno Cosin             | SEAT León Cup Racer | 55 | Jacques-André Dupuy         | 1        |
| Bruno Cosin             | SEAT León Cup Racer | 55 | Denis Gibaud                | 4-5      |

### Classifica
| Pos. | Pilota                   | BAR | NAV | ALC | ALC | VAL | VAL | JAR | Punti |
| ---- | ------------------------ | --- | --- | --- | --- | --- | --- | --- | ----- |
| 1    | Jaime Font               | 1   | 1   | 2   | 2   | 8   | 2   | 1   | 264   |
| 1    | Faust Salom              | 1   | 1   | 2   | 2   | 8   | 2   | 1   | 264   |
| 2    | Evgenij Makušin          | 6   | 2   | Rit | 1   | 6   | 3   | 4   | 198   |
| 3    | Antonio Aristi           | 4   | 6   | 3   | 5   | 2   | 5   | 9   | 172   |
| 3    | Harriet Arruabarrena     | 4   | 6   | 3   | 5   | 2   | 5   | 9   | 172   |
| 4    | Joan Vinyes              | 2   |     | 1   | 3   |     |     | 3   | 164   |
| 5    | Amalia Vinyes            | 2   | Rit |     |     | 4   | 1   | 2   | 160   |
| 6    | Zakhar Makušin           | 6   | 2   |     |     | 7   | 3   | 4   | 158   |
| 7    | Álvaro Fontes            | 7   | 3   | Rit | 4   | 1   | 4   | Rit | 156   |
| 7    | Michaël Lepoutre         | 7   | 3   | Rit | 4   | 1   | 4   | Rit | 156   |
| 8    | Unai Arruabarrena        | 3   | 5   | 9   | 10  | 5   | 6   | Rit | 126   |
| 8    | Óscar Fernández          | 3   | 5   | 9   | 10  | 5   | 6   | Rit | 126   |
| 9    | Jaime Carbó              | 8   | 4   | 5   | Rit |     |     | 5   | 108   |
| 9    | Alan Sicart              | 8   | 4   | 5   | Rit |     |     | 5   | 108   |
| 10   | Vicente Dasi             | 5   | 7   | 4   | 8   | 10  | 8   | Rit | 106   |
| 11   | Jordi Masdeu             | 4   | 6   |     |     |     |     | 9   | 82    |
| 12   | Raul Martínez Bedmar     |     |     | 6   | 6   | 3   | 7   | Rit | 78    |
| 12   | Ruben Martinez           |     |     | 6   | 6   | 3   | 7   | Rit | 78    |
| 13   | Iñigo Vigiola            | 3   | 5   |     |     |     |     | Rit | 76    |
| 14   | Antonio Pérez            | 9   |     | 8   | 9   | 11  | 9   | 7   | 73    |
| 14   | Lluis Llobet             | 9   |     | 8   | 9   | 11  | 9   | 7   | 73    |
| 15   | Marc Carol               |     |     | 1   | 3   |     |     |     | 72    |
| 16   | Josep Parera             | 5   | 7   |     |     | 10  | 8   |     | 72    |
| 17   | Jurij Makušin            |     | 2   |     |     |     |     |     | 48    |
| 18   | José Manuel Pérez-Aicart |     |     | Rit | 1   |     |     |     | 40    |
| 19   | Guillermo Aso            |     |     | 4   | 8   |     |     |     | 34    |
| 20   | Gianluigi Vicinanza      |     |     |     |     | 6   | 6   |     | 28    |
| 20   | Álex Cosin               |     |     |     |     | 6   | 6   |     | 28    |
| 21   | Munkong Sathienthirakul  |     |     | 7   | 7   |     |     |     | 28    |
| 21   | Pure Hongsapang          |     |     | 7   | 7   |     |     |     | 28    |
| 22   | Bruno Cosin              | Rit |     |     |     | 6   | 10  | Rit | 22    |
| 23   | Denis Gibaud             |     |     |     |     | 6   | 10  | Rit | 22    |
| 24   | Javier Basagoiti         |     |     |     |     |     |     | 8   | 20    |
| 24   | Manuel Capelo            |     |     |     |     |     |     | 8   | 20    |
| 25   | Ismael Arquero           |     |     |     |     | 9   | 11  | Rit | 13    |
| -    | Jacques-André Dupuy      | NP  |     |     |     |     |     |     | 0     |
| Pos. | Pilota                   | BAR | NAV | ALC | ALC | VAL | VAL | JAR | Punti |

| Colore  | Risultato             |
| ------- | --------------------- |
| Oro     | Vincitore             |
| Argento | 2º posto              |
| Bronzo  | 3º posto              |
| Verde   | Finito a punti        |
| Blu     | Finito senza punti    |
| Viola   | Ritirato (Rit)        |
| Viola   | Non classificato (NC) |
| Rosso   | Non qualificato (NQ)  |
| Nero    | Squalificato (SQ)     |
| Bianco  | Non partito (NP)      |
| Bianco  | Non ha gareggiato     |
| Bianco  | Infortunato (INF)     |
| Bianco  | Escluso (ES)          |
| Bianco  | Gara cancellata (C)   |